# Reerstrup
Reerstrup er en landsby beliggende vest for Kvistgård i Tikøb Sogn, Nordsjælland. De to gårde i selve landsbyen, Kroglund og Grønnehavegaard er begge for længst ophørt som almindelige landbrug. I selve landsbyen ligger desuden et enkelt gammelt husmandssted, kaldet "Damhuset". Et par ejendomme, "Musehuset" og "Hyldekrog" i nærheden af Gydevejs udmunding i den nuværende Helsingørsvej, er begge nedrevet. Imidlertid breder landsbyens jorder sig mere sydøst på og her ude på marken ligger en enkelt gård – Tyskergaarden (nu kaldet Reerstrupgaard) – og en lang række husmandssteder og parcellistbrug.

## Historie
Den ældste kendte kilde, der angiver Reerstrup er fra 1211 i Esrum Klosters brevbog. Her er formen Retherstorp. Forleddet er et mandsnavn og betydningen er derfor Rethers udflytterbebyggelse. I klosterets jordebog fra 1497 angives byen at bestå af 3 gårde - men ved matriklen i 1681 er antallet indskrænket til to. Disse to gårde findes endnu: Grønnehavegaard og Kroglund. Desuden indlemmedes ved den nuværende matrikels ikrafttræden også den tidligere enegård, Holgestrup, som nu ligger i ejerlavet. Fra gammel tid havde byen desuden et stort overdrev i Tinkerup. For at kunne drive kvæget frem og tilbage mellem landsbyen og overdrevet etableredes den såkaldte Reerstrup Fægyde, der samtidig danner skellet mellem Danstrup Hegn og Krogenberg Hegn. I 1760'erne byggedes på den uopdyrkede jord syd for byen to gårde til to tyske familier, der skulle lære nordsjællænderne at dyrke kartofler. De såkaldte Kartoffeltyskere kom ellers udelukkende til den jyske hede. Begge de oprindelige gårde er forsvundet, men mindet om de tyske familier findes endnu i den endnu eksisterende gård, Tyskergaarden.
1758 anbefalede den tyske nationaløkonom, Johann Heinrich Gottlob von Justi i en rapport at lade heden i Jylland opdyrke. I samme forbindelse anbefaler den tyske økonom, at lade opbygge to gårde ved landsbyen Reerstrup i nærheden af kong Frederik V's sommerresidens i Fredensborg. Idéen var, at kongen dermed kunne følge de to kolonisters opdyrkning af heden på tæt hold. Præcis hvornår bygningen af gårdene sker er lidt usikkert, men det sker på et tidspunkt efter 1758 og før 1760, da den første tyske familie rykker ind. Den vestligste af de to gårde kaldtes for "Kartoffelgaard", den østlige for "Coloniegaard", men blev også kaldt for Kolonigårdene eller Tyskergårdene.